# Monday Samuel
Ayinoko Monday Samuel, född 12 november 1993, är en nigeriansk fotbollsspelare som spelar för Åstorps FF.

## Karriär
Samuels moderklubb är ABS FC. Han upptäcktes av José Mourinho i en ungdomsmatch mellan hans tidigare klubb Kwara Football Academy och belgiska Royal Antwerp och flyttade därefter till den portugisiska storklubben SL Benficas ungdomsakademi.
Den 24 augusti 2012 värvades han av Ängelholms FF. Den 31 mars 2015 skrev han på för Östersunds FK. I augusti 2016 värvades Samuel av Helsingborgs IF.
I januari 2018 värvades Samuel av Landskrona BoIS, där han skrev på ett ettårskontrakt med option på ytterligare ett år. Efter ett år i Vietnam återvände Samuel den 26 november 2019 till Sverige för spel i Varbergs BoIS. Efter säsongen 2020 lämnade han klubben. I augusti 2021 värvades Samuel av division 1-klubben IFK Malmö.
I mars 2022 värvades Samuel av skotska Clyde. I juli 2023 gick han till division 3-klubben Högaborgs BK. Inför säsongen 2024 gick Samuel till Åstorps FF.